# Orwell (New York)
Orwell è un comune degli Stati Uniti d'America, situato nello stato di New York, nella contea di Oswego.